# Денцер, Фрида
Фрида Денцер (нем. Frieda Dänzer, 16 ноября 1930, Адельбоден, Швейцария — 21 января 2015) — швейцарская горнолыжница, серебряный призёр зимних Олимпийских игр в Кортина-д’Ампеццо (1956).

## Спортивная карьера
Родилась в многодетной семье горняка. С ранних лет начала заниматься лыжным спортом, поскольку в этой части Швейцарии добраться до школы зимой можно было только с помощью лыж.
На зимних Олимпийских играх в Кортине-д’Ампеццо (1956) она стала серебряным призёром в скоростном спуске. Такого же результата она добилась и в комбинации, однако на тот момент эта дисциплина учитывалась только в зачет чемпионата мира. Кроме того, она заняла 10-е место в слаломе и 11-е — в гигантском слаломе.
На следующем первенстве мира в Бадгастайне (1958) завоевала сразу три медали: стала чемпионкой в комбинации, серебряным призёром — в скоростном спуске и бронзовым — в гигантском слаломе. При этом за три неделе до этого она выиграла гигантский слалом на соревнованиях швейцарского женского горнолыжного клуба SDS-Rennen в Гриндельвальде. После своего успеха на первенстве мира приняла решение о завершении спортивной карьеры.